# Björkflikvinge
Björkflikvinge (Odontosia carmelita) är en fjärilsart som beskrevs av Eugen Johann Christoph Esper 1790. Björkflikvinge ingår i släktet Odontosia och familjen tandspinnare. Arten är reproducerande i Sverige. Inga underarter finns listade i Catalogue of Life.

## Bildgalleri

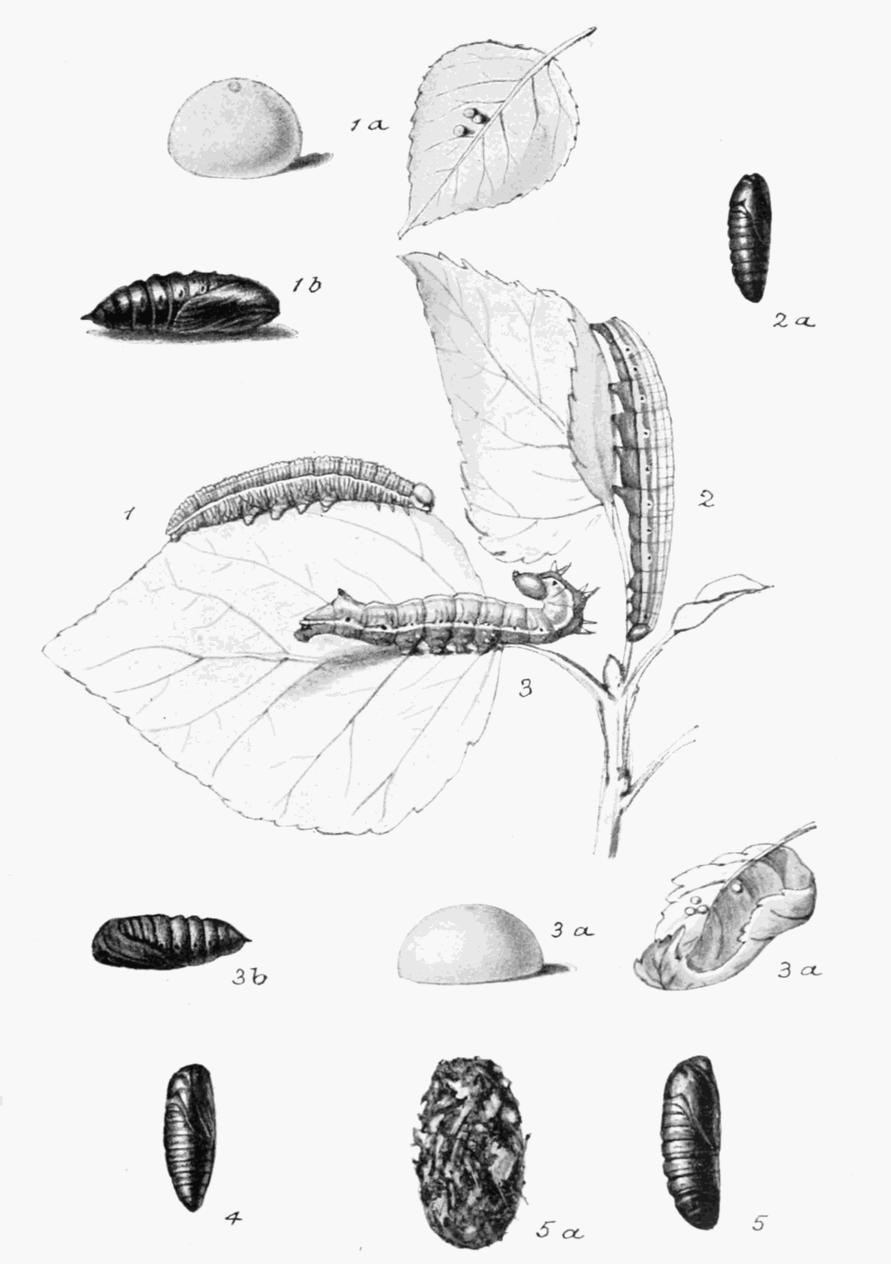
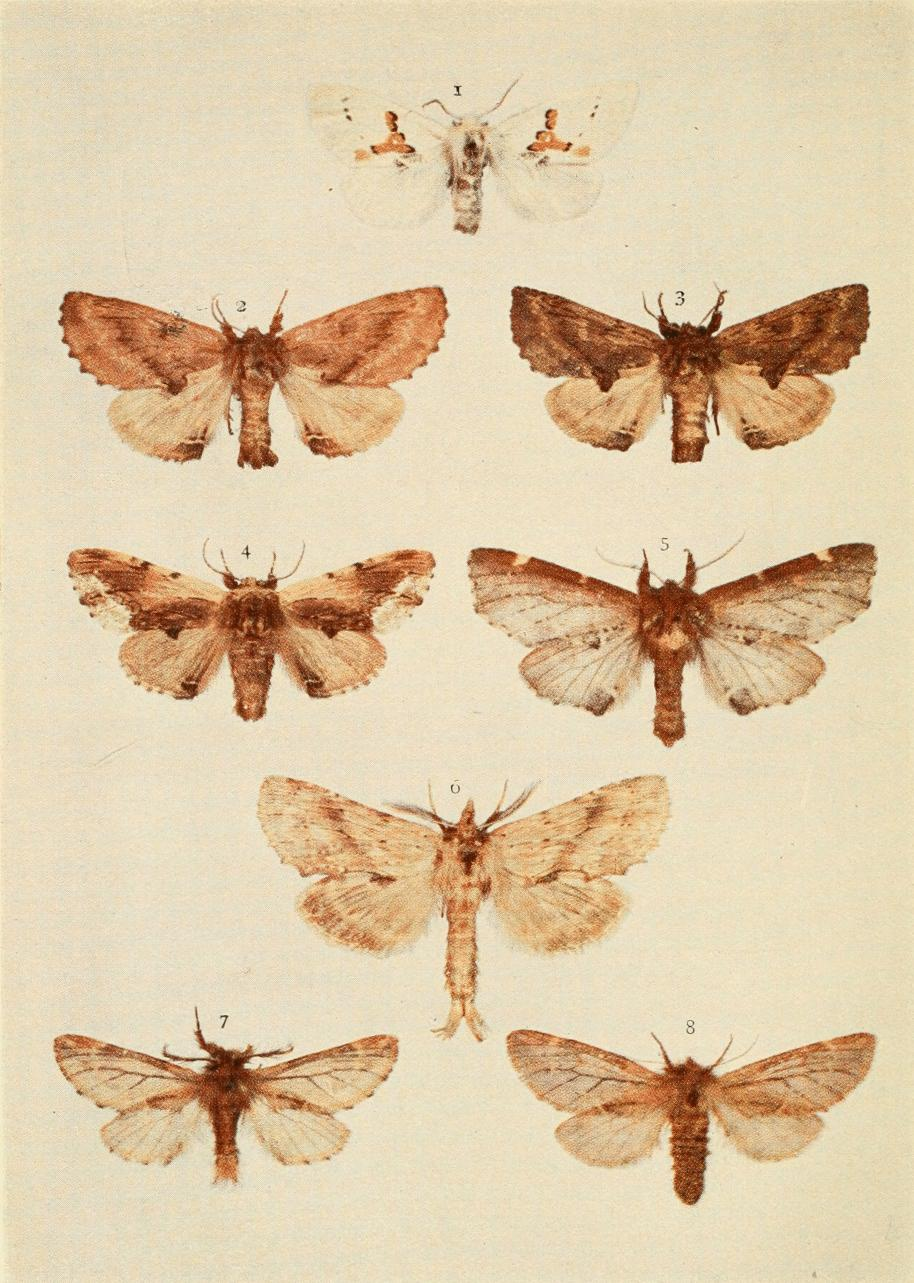
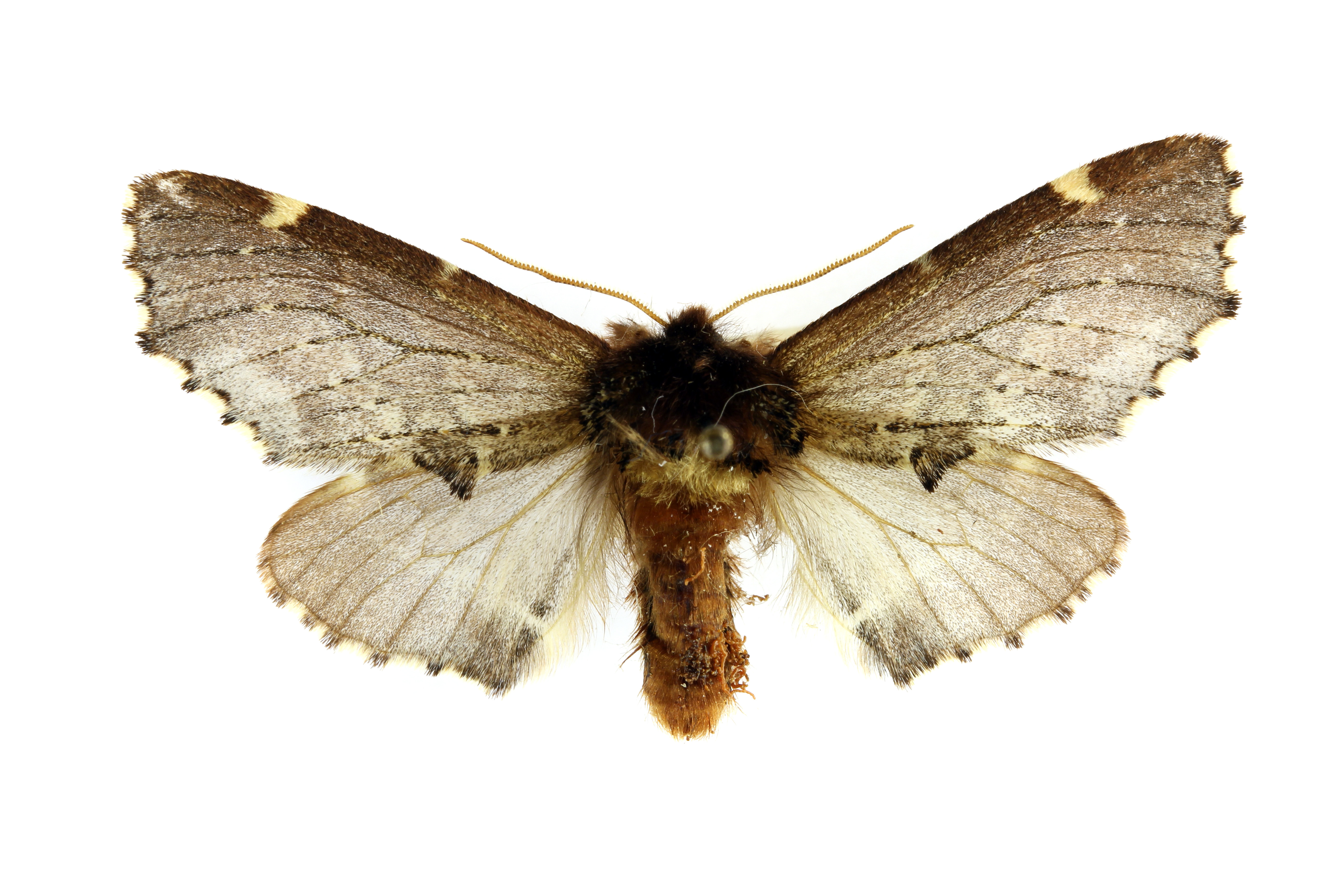
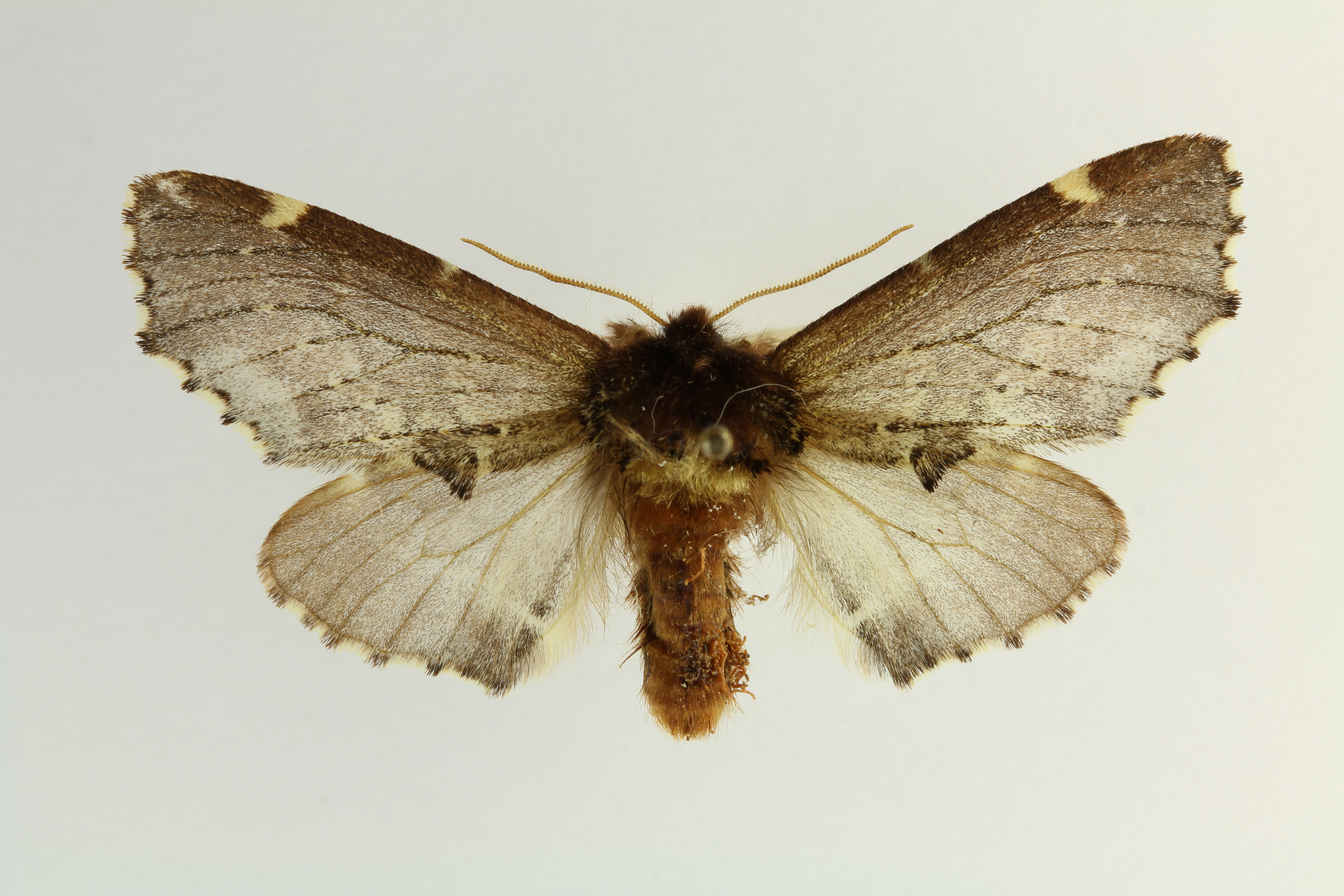